# Kathedrale von Palma

Ansicht von Südosten

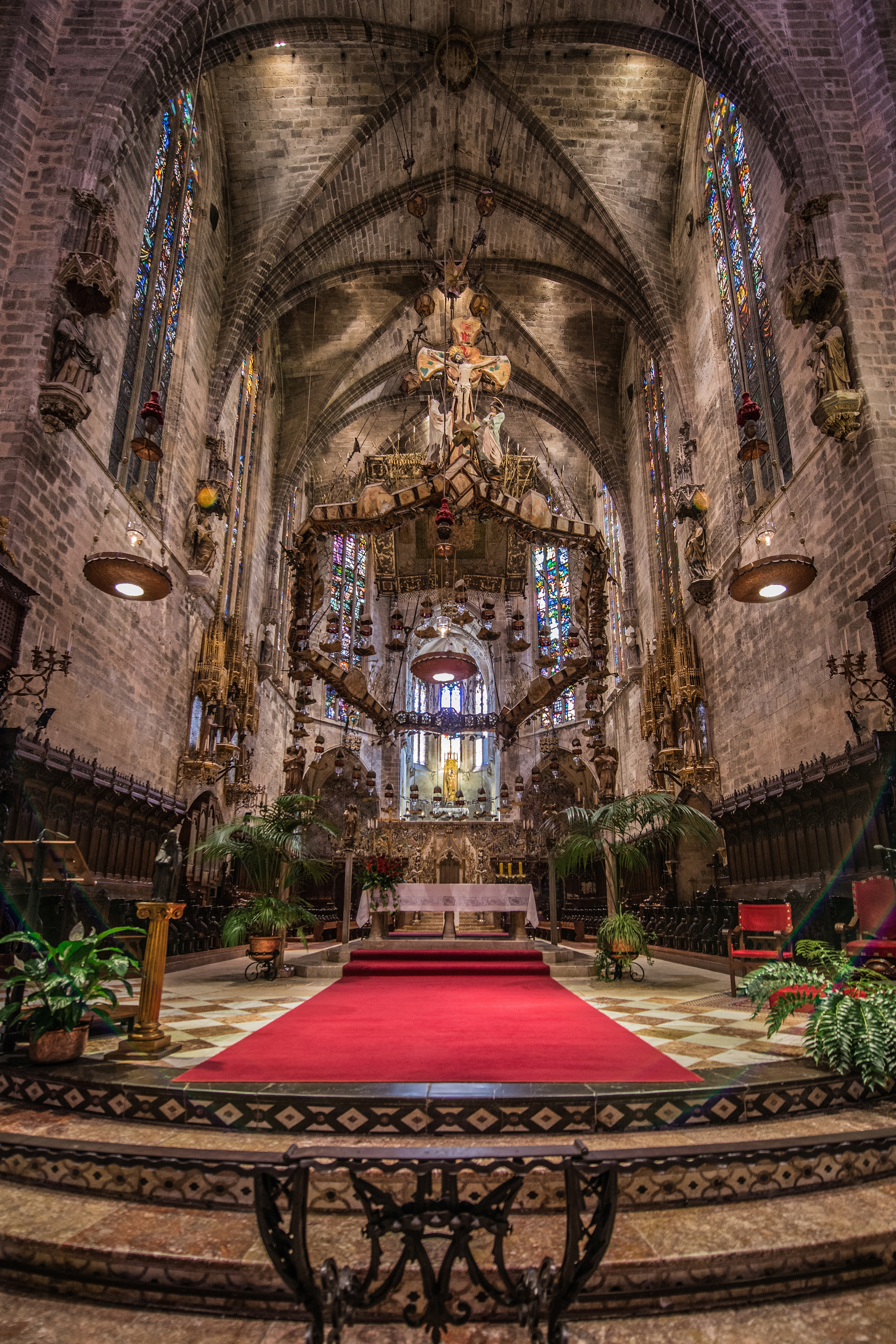
Presbyterium, gestaltet von Gaudí

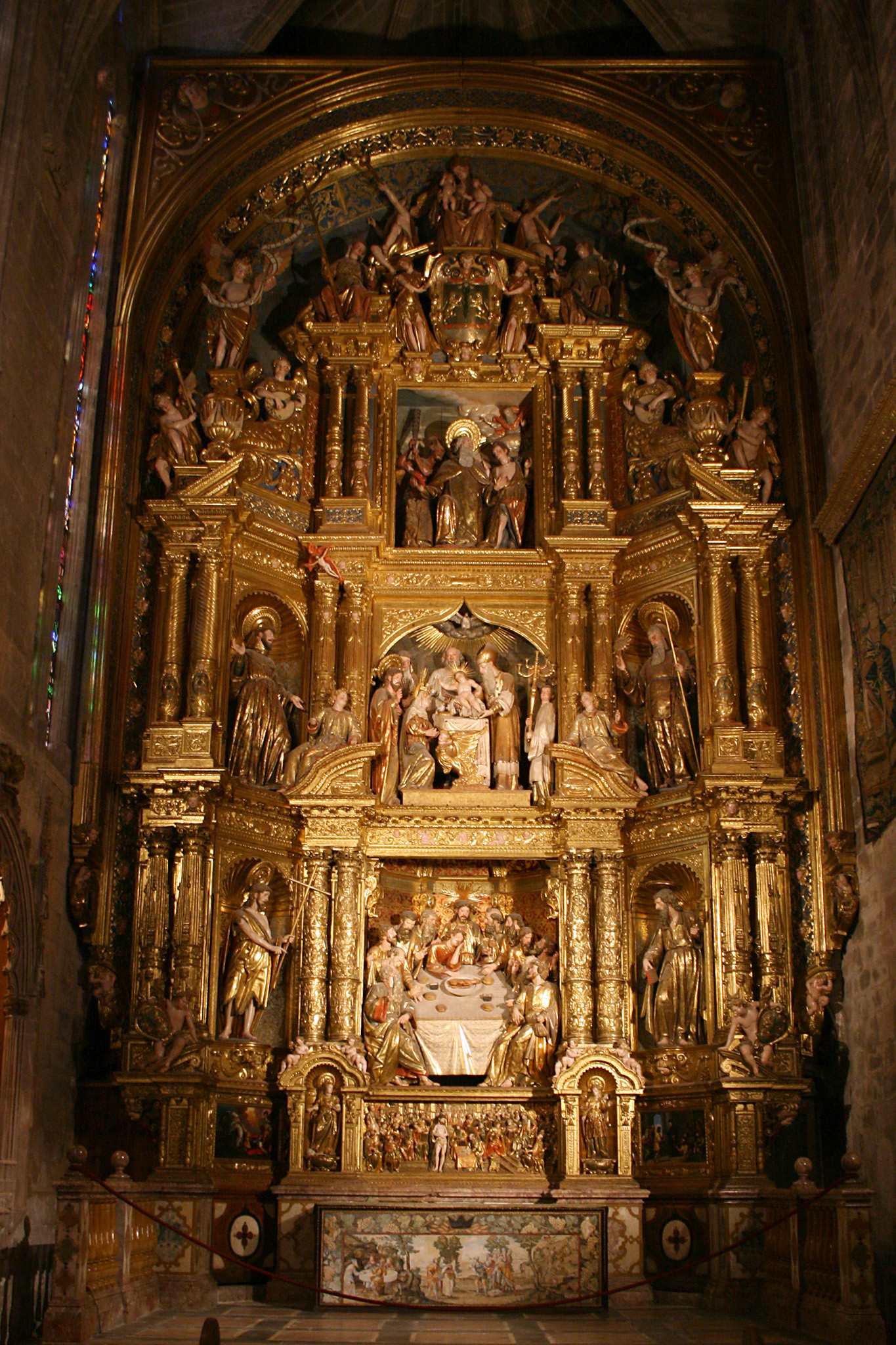
Retabel in der Corpus-Christi-Kapelle (dat. 1626–41)

Die Kathedrale der Heiligen Maria in der spanischen Hafenstadt Palma, der Hauptstadt der Baleareninsel Mallorca, ist die Bischofskirche des Bistums Mallorca. Sie wird im Volksmund oft einfach La Seu genannt; dieser katalanische Ausdruck bedeutet „der Bischofssitz“.

## Baugeschichte
Nach der Rückeroberung Mallorcas von den Mauren begann König Jakob I. von Aragón mit dem Bau auf dem Platz einer islamischen Moschee, die Grundsteinlegung erfolgte 1230. Unter Jakob II., dem Sohn des Eroberers, wurde ab 1306 von der Hauptapsis her der eigentliche Bau der Kathedrale begonnen. Sie sollte auch als Mausoleum für das mallorquinische Königshaus dienen; Jaume II. und III. sind hier begraben. Der Bau des Kirchenschiffs wurde 1587 abgeschlossen, das Hauptportal wurde 1601 geweiht. Die Arbeiten an der Hauptfassade begannen 1852 und wurden erst Anfang des 20. Jahrhunderts beendet.
Die Kathedrale ist 109,50 Meter lang und 33 Meter breit, das Hauptschiff misst 75,50 Meter in der Länge und 19,50 Meter in der Breite. Die beiden Seitenschiffe sind je 86 Meter lang und 10 Meter breit. Die 14 Pfeiler, auf denen das Gewölbe ruht, sind 30 Meter hoch, das Hauptschiff erreicht 44 Meter Höhe und die beiden Seitenschiffe je 30 Meter. Das Presbyterium mit dem Chor, auch Königskapelle genannt, hat eine Größe von 34 mal 16 Metern. Trotz fehlender „richtiger“ Türme gehört die Kathedrale zu den wichtigsten Bauwerken gotischer Stilrichtung.
Das 1370 gebaute und 1599 verglaste Rundfenster hat einen Durchmesser von (wahrscheinlich) 12,55 Metern und wird aufgrund der Fensterfläche von 97,5 m² häufig als „größte gotische Rosette der Welt“ bezeichnet. Neben ihrer Größe fällt sie auch durch ihre Lage (Apsis) und die Form der Streben (Davidstern) aus dem Rahmen. Vom Durchmesser her wird sie allerdings von der Portalrosette des Straßburger Münsters (mit über 15 m) und wohl auch von den 1250 bzw. 1260 erbauten Rosetten an der Nord- und Südfront der Notre-Dame in Paris (jeweils 12,90 m) übertroffen. In der Kathedrale von Palma befinden sich fünf weitere Rosetten (mit Maßwerk im franko-flämischen Stil) sowie 60 künstlerisch gestaltete Glasfenster.
Seit dem Mittelalter haben viele Baustile ihre Spuren in der Kathedrale hinterlassen. Zu Baubeginn folgte man gotischem Baustil in Reinform, wie er aus Katalonien und Südfrankreich bekannt ist. Eine verzierungsreichere Weiterentwicklung dieses Stils findet sich im Seitenportal, das dem Meer zugewandt ist. Das Almosen-Portal auf der Gegenseite folgte bereits dem ästhetischen Empfinden der Spätgotik. Die Renaissance mit ihrem für den hispanischen Raum typischen plateresken Stil und der Manierismus hielten im 16. Jahrhundert ihren Einzug. In vielen Altaraufsätzen der Seitenkapellen sind auch Barockelemente anzutreffen, beispielsweise in den Kapellen Unbefleckte Empfängnis, Hl. Sebastian, Hl. Benedikt oder auch der des Hl. Martin. In der Fronleichnamskapelle (Capilla del Corpus Christi) befindet sich ein 14 m hohes, ab 1626 von Jaume Blanquer (1581–1636) geschaffenes Altarretabel mit einer zentralen Darstellung des Letzten Abendmahls. Der Klassizismus ist die prägende Stilrichtung der Taufkapelle und des Mausoleums des Grafen von Romana.
Auch der berühmte Architekt Antoni Gaudí steuerte durch seine Restaurierungs- und Dekorationsarbeiten in den Jahren 1904 bis 1914 auf Initiative des Bischofs Campins seine Kunst im Stil des katalanischen Modernisme (Jugendstilrichtung) bei. Gaudí nahm auch einschneidende bauliche Veränderungen vor: der Chorraum wurde aus der Mitte des Kirchenschiffs verlegt und in die Königskapelle eingegliedert; der Stuhl des Bischofs, aus dem 14. Jahrhundert, wurde erneuert und die Gläubigen erhielten freien Blick auf den Hochaltar. Unter dem Chorgestühl entwarf Antoni Gaudi einen Hohlraum, damit sich der Gesang, auch ohne Mikrofone, in der gesamten Kathedrale verbreiten kann. Der Raum ist mannshoch und agiert wie ein Resonanzkasten. Erst etwa 100 Jahre danach, bei Renovierungsarbeiten, wurde der Hohlraum wiederentdeckt.
Als Beitrag des 21. Jahrhunderts hat der 1957 geborene mallorquinische Künstler Miquel Barceló die Kapelle des Allerheiligsten im rechten Seitenschiff neugestaltet, unter anderem hängt hier sein Werk über die Wundersame Vermehrung von Brot und Fisch.

## Ausstattung

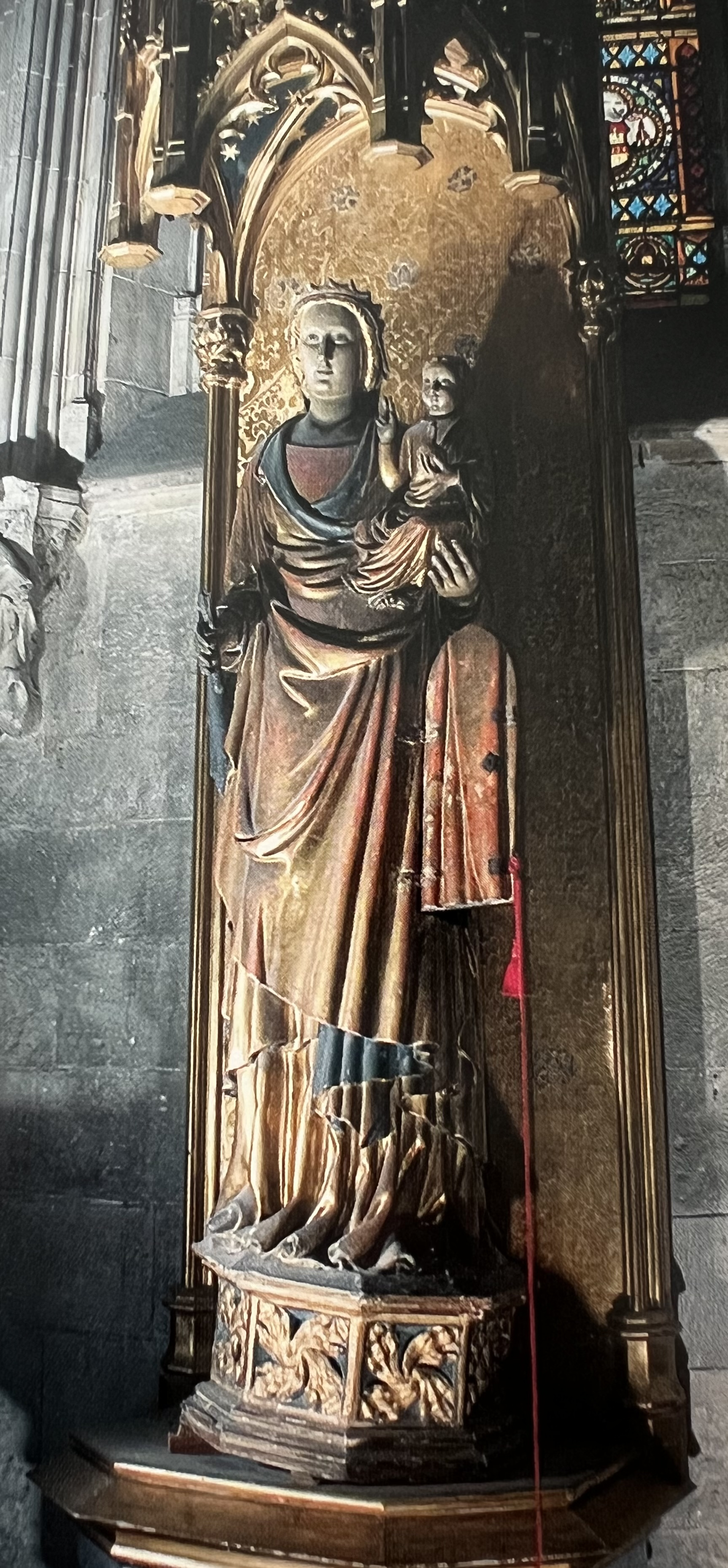
Madonna mit Kind aus dem 14. Jahrhundert

In zwei Kapitelsälen und im Erdgeschoss des Glockenturms ist seit 1932 das Museum der Kathedrale untergebracht. Dort befindet sich auch das Grab des Gegenpapstes Clemens VIII. († 1446), der nach seinem Rücktritt, ab 1429, als legitimer Bischof von Palma amtierte.
Die Jungfrau mit Kind ist ein Werk von Guillem Sagrera aus dem 14. Jahrhundert. In ihrer linken Körperseite, unter dem Jesuskind ist eine Kammer für die konsekrierte Hostie eingefügt. Diese schmückt einen Sternenhimmel.
Der Baldachin über dem Altar ist ein Werk von Antonio Gaudi von 1912. Auf seinem höchsten Punkt steht ein Kruzifix, zu den Füßen Maria und Johannes. Das Kreuz ist aus bunten Teilen zusammengesetzt.
Eine von Adria Ferra 1812 gehauene Statue des auf Mallorca hochverehrten Hl. Bruno steht in der Kapelle links vom Haupteingang der Kathedrale.
Die Kathedrale verfügt über einen Bestand von neun Glocken aus fünf Jahrhunderten. Unter den europäischen Bischofskirchen nimmt das Geläut eine herausragende Stellung ein: Vier von sechs Glocken stammen aus dem Jahre 1312; die anderen beiden wurden 1642 und 1991 neu gegossen. Die große Glocke, genannt N'Aloi, wird nur zu den festlichsten Anlässen geläutet und gehört mit ihren rund 4.600 Kilogramm bei 2 Metern Durchmesser nicht nur zu den größten Glocken Spaniens, sondern ist zugleich die größte beweglich geläutete Glocke des Landes.

## Orgel

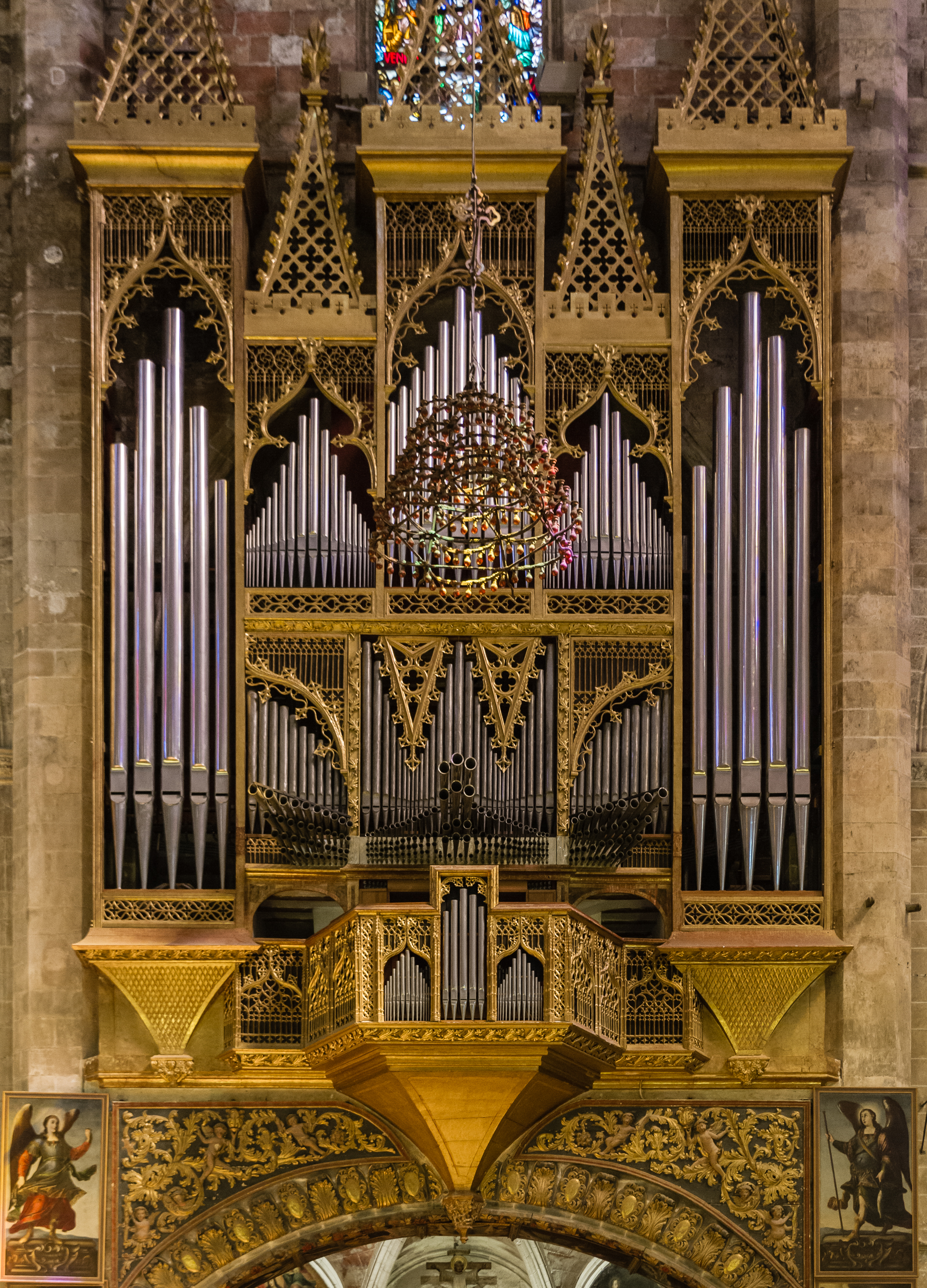
Blick auf die große Orgel

Die große Orgel ist das Werk der Mallorquinischen Orgelbauer Gabriel Tomàs und Josep Bosch aus dem ausgehenden 18. Jahrhundert, erbaut in den Jahren 1795–1797 in dem vorhandenen Orgelgehäuse von Pablo Rosell, welches aus dem Jahre 1497 stammt. 1929 wurde das Instrument modernisiert, u. a. wurden die Manual- und Pedalumfänge erweitert und das zweite Manualwerk hinzugefügt. Das Instrument wurde zuletzt 1993 restauriert. Es hat 31 Register auf zwei Manualwerken und Pedal.
| I Organo Mayor C–g3 |                  |        |
| 01.                 | Flautado Mayor 0 | 16′    |
| 02.                 | Flautado         | 08′    |
| 03.                 | Flauto           | 08′    |
| 04.                 | Violón           | 08′    |
| 05.                 | Salicional       | 08′    |
| 06.                 | Octava           | 04′    |
| 07.                 | Docena II        | 02 ⁄3′ |
| 08.                 | Quincena II      | 02′    |
| 09.                 | Decinovena       | 01 ⁄3′ |
| 10.                 | Corneta Mayor    |        |
| 11.                 | Corneta Minor    |        |

| (Fortsetzung) |                      |     |
| 12.           | Trompeta Magna (D) 0 | 16′ |
| 13.           | Trompeta Real        | 08′ |
| 14.           | Clarín Claro         | 04′ |
| 15.           | Chirimía Alto        | 04′ |
| 16.           | Schalmei (B)         | 02′ |
| 17.           | Eanos                | 04′ |
| 18.           | Regaal (B)           | 08′ |
| 19.           | Regaal (D)           | 16′ |

| II Organo recitativo C–g3 |                 |     |
| 20.                       | Violón          | 16′ |
| 21.                       | Flautado        | 08′ |
| 22.                       | Flauto Armónico | 08′ |
| 23.                       | Violón          | 08′ |
| 24.                       | Viola di Gamba  | 08′ |
| 25.                       | Voz Celeste     | 08′ |
| 26.                       | Octava          | 04′ |
| 27.                       | Tapadillo       | 04′ |
| 28.                       | Trompeta Real   | 08′ |
| 29.                       | Fagot y Oboe    | 08′ |
| 30.                       | Voz Humana      | 08′ |
| 0                         |                 |     |
| Pedal C–f1                |                 |     |
| 31.                       | Contrabajo 0    | 16′ |

- Koppeln: II/I, I/P, II/P.
- Nebenregister: Tremulant
- Anmerkungen:

(B) = Bass-Seite
(D) = Diskant-Seite
1. 1 2 3 4 5  Horizontalregister.
2. ↑  schwellbar.

### Der Bischofspalast und das Museum für Sakrale Kunst
Der Palast stammt aus dem frühen 13. Jahrhundert, also nach der Rückeroberung Mallorcas. Der Bau hat im Laufe der Zeit viele Veränderungen erfahren. In ihm befindet sich das Museum für Sakrale Kunst, das erste dieser Art auf Mallorca. Die Säle gliedern sich in die Themenbereiche: Christus, Jungfrau Maria und die Heiligen. Es sind Artefakte vom Mittelalter bis in die Gegenwart. Es enthält auch Werke der Hispano-flämischen Schule.

## Bildergalerie

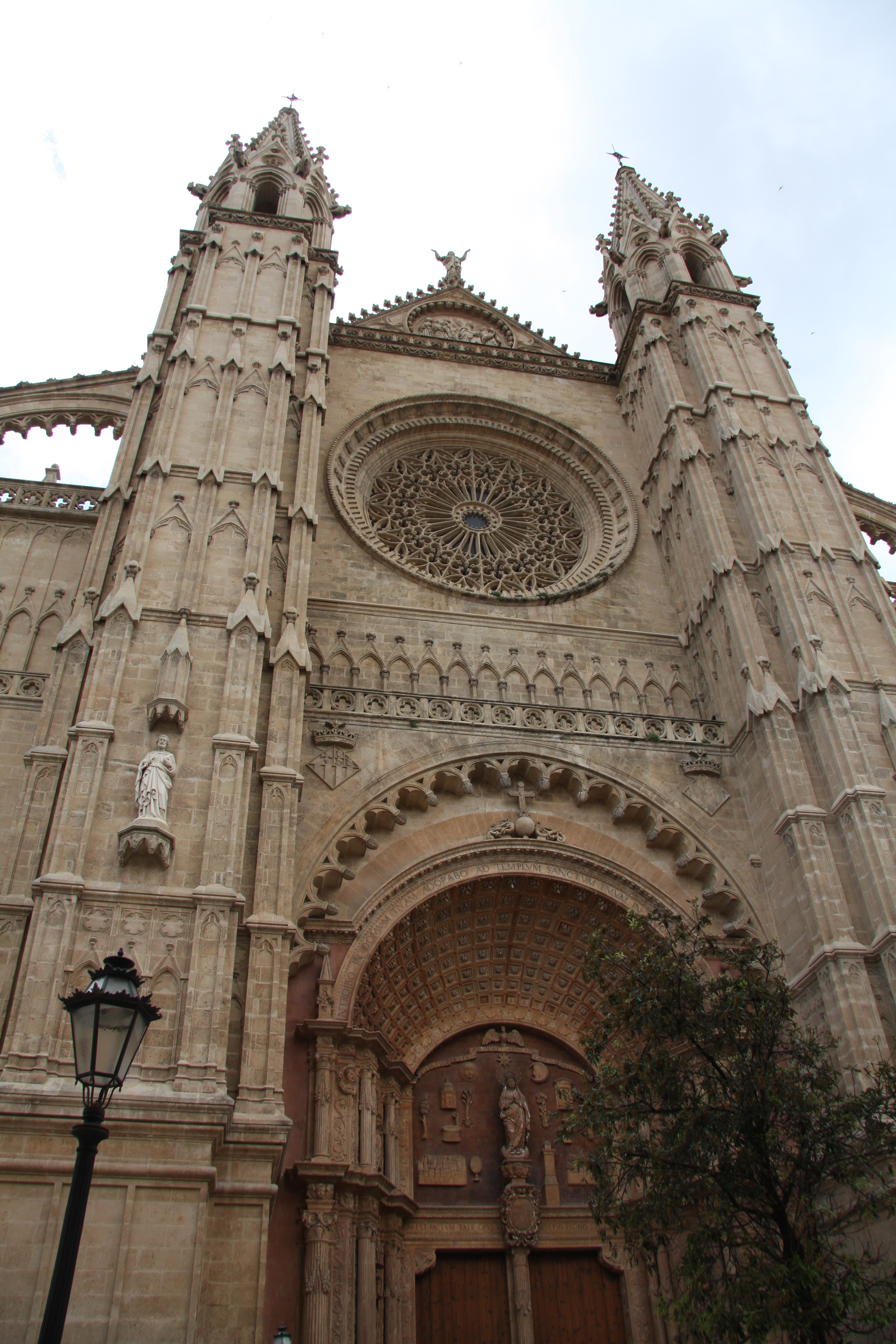
Detail der Westfront (Hauptportalfassade)
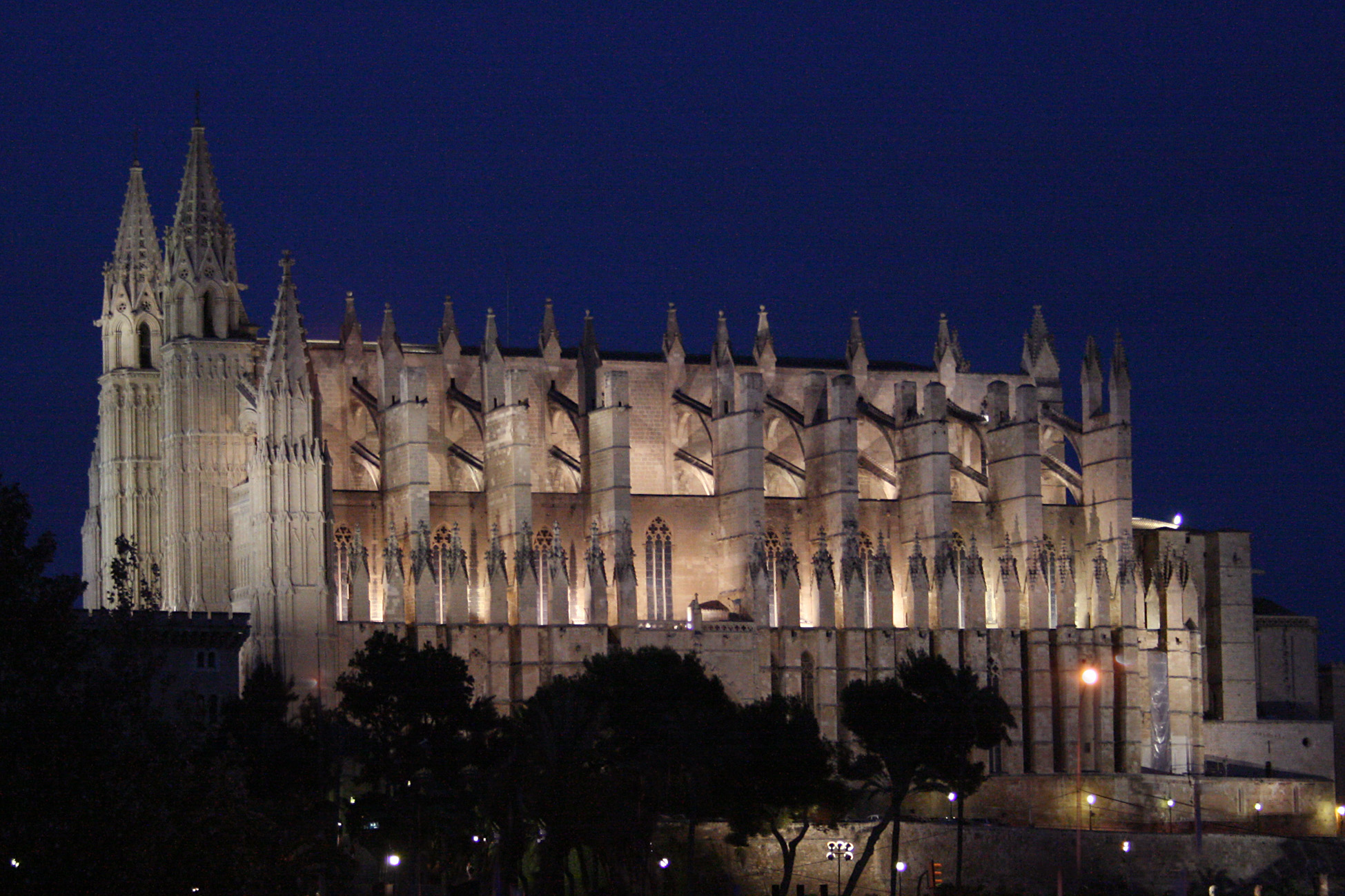
Abendliche Ansicht
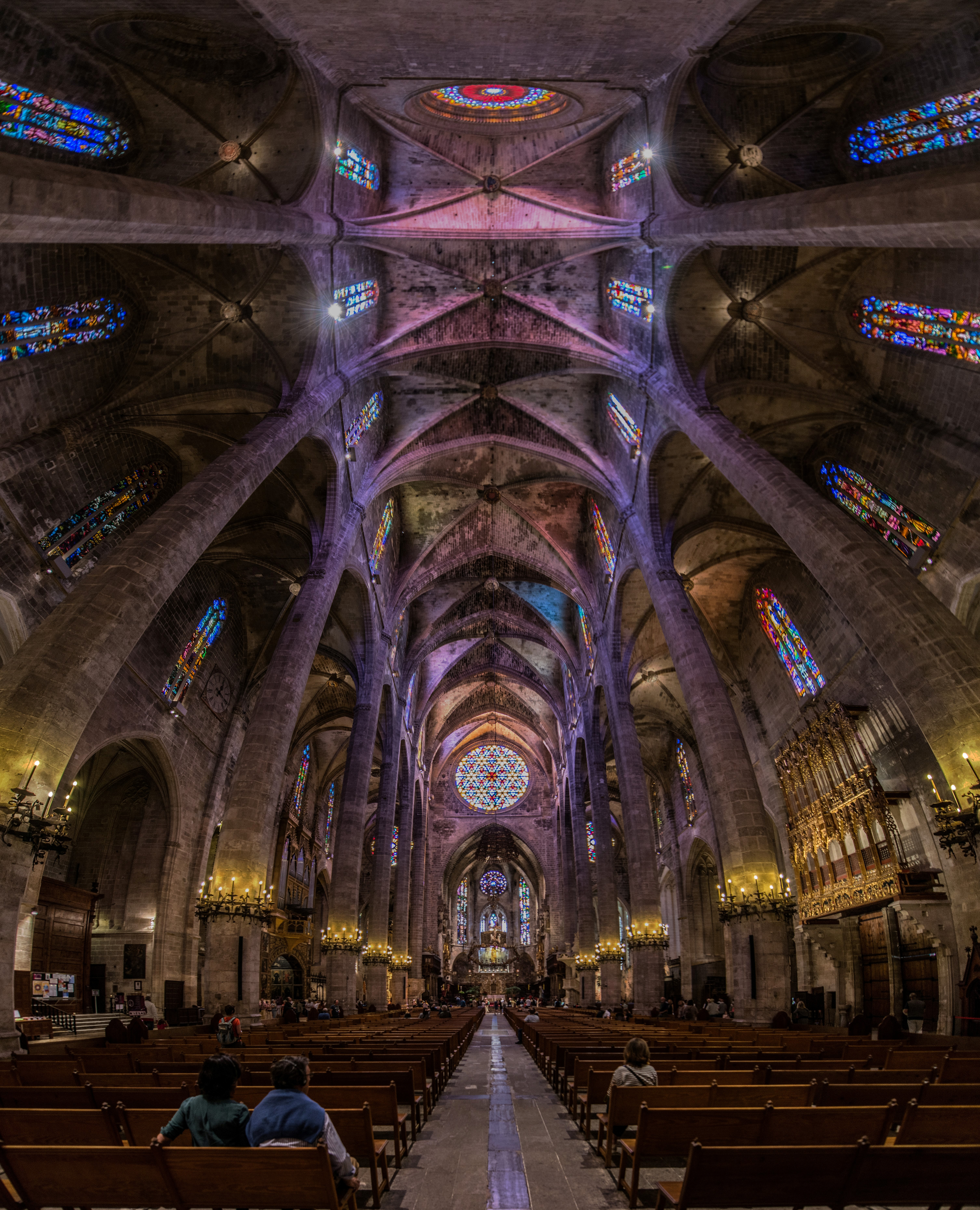
Panorama des Innenraums
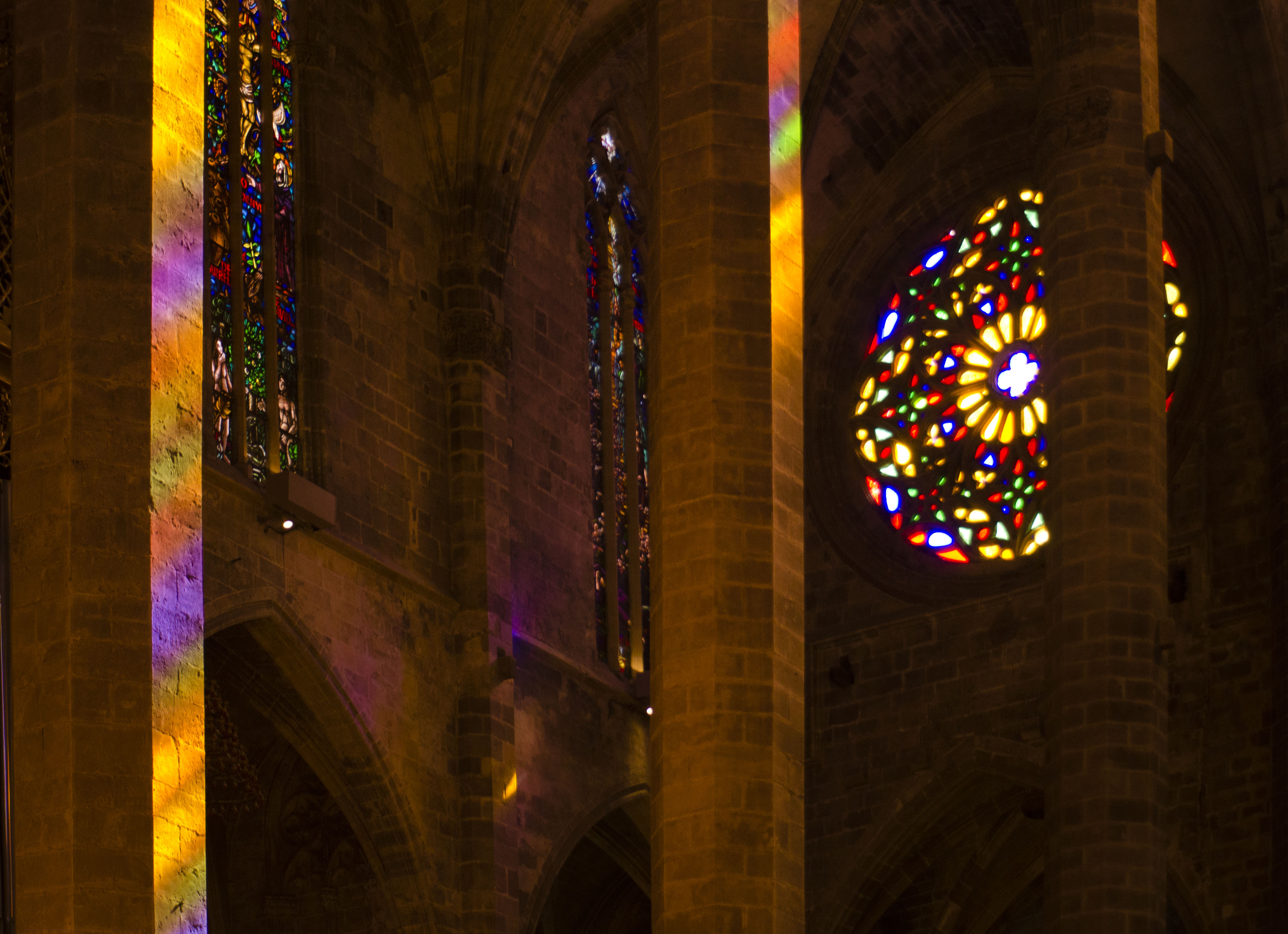
Farbspiel im Inneren
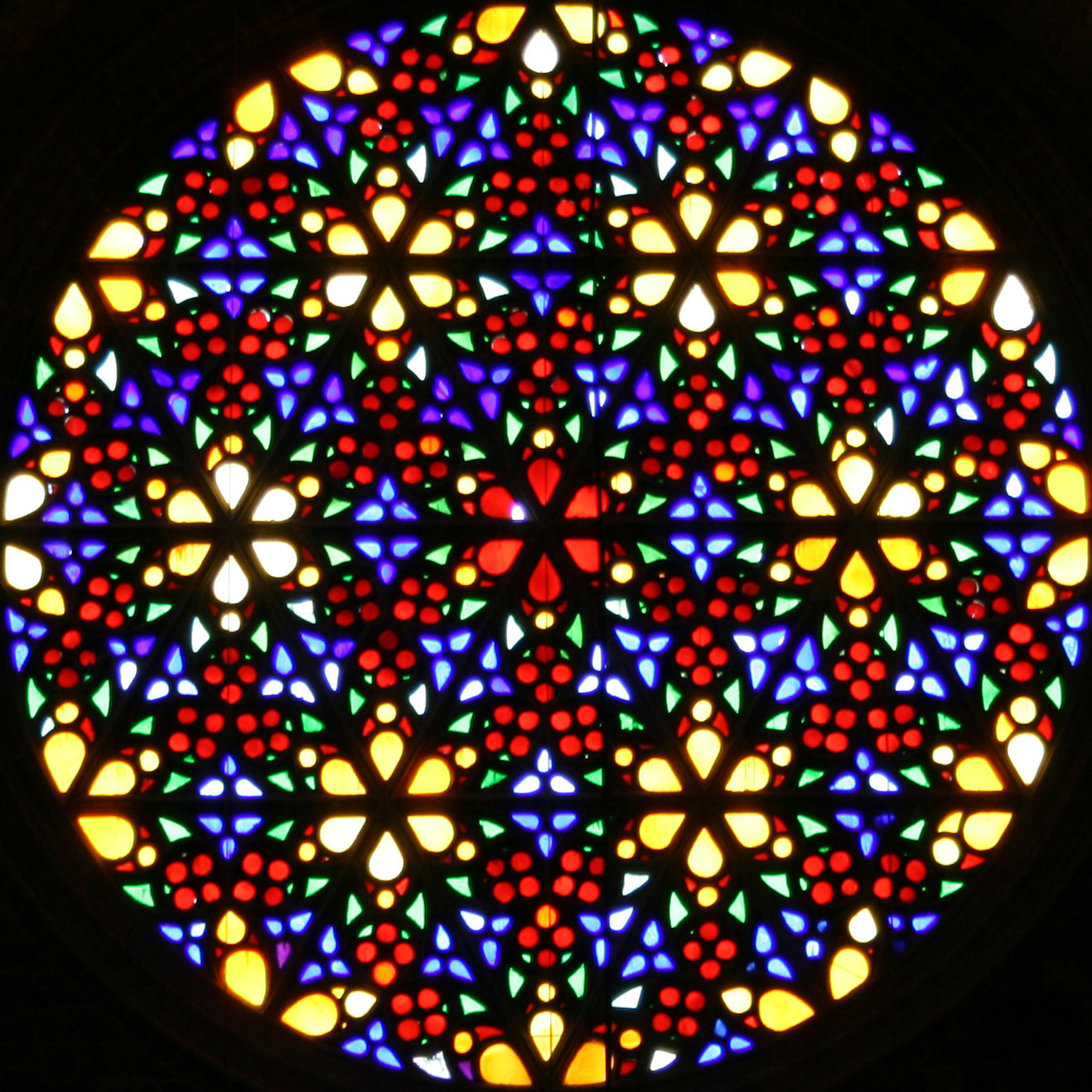
Rosette der Ostfront von innen
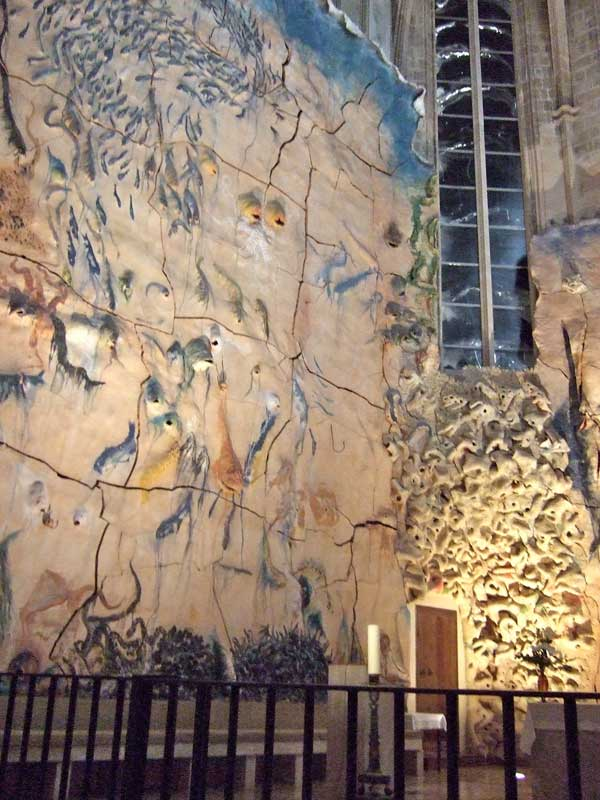
Keramiken von Miquel Barceló
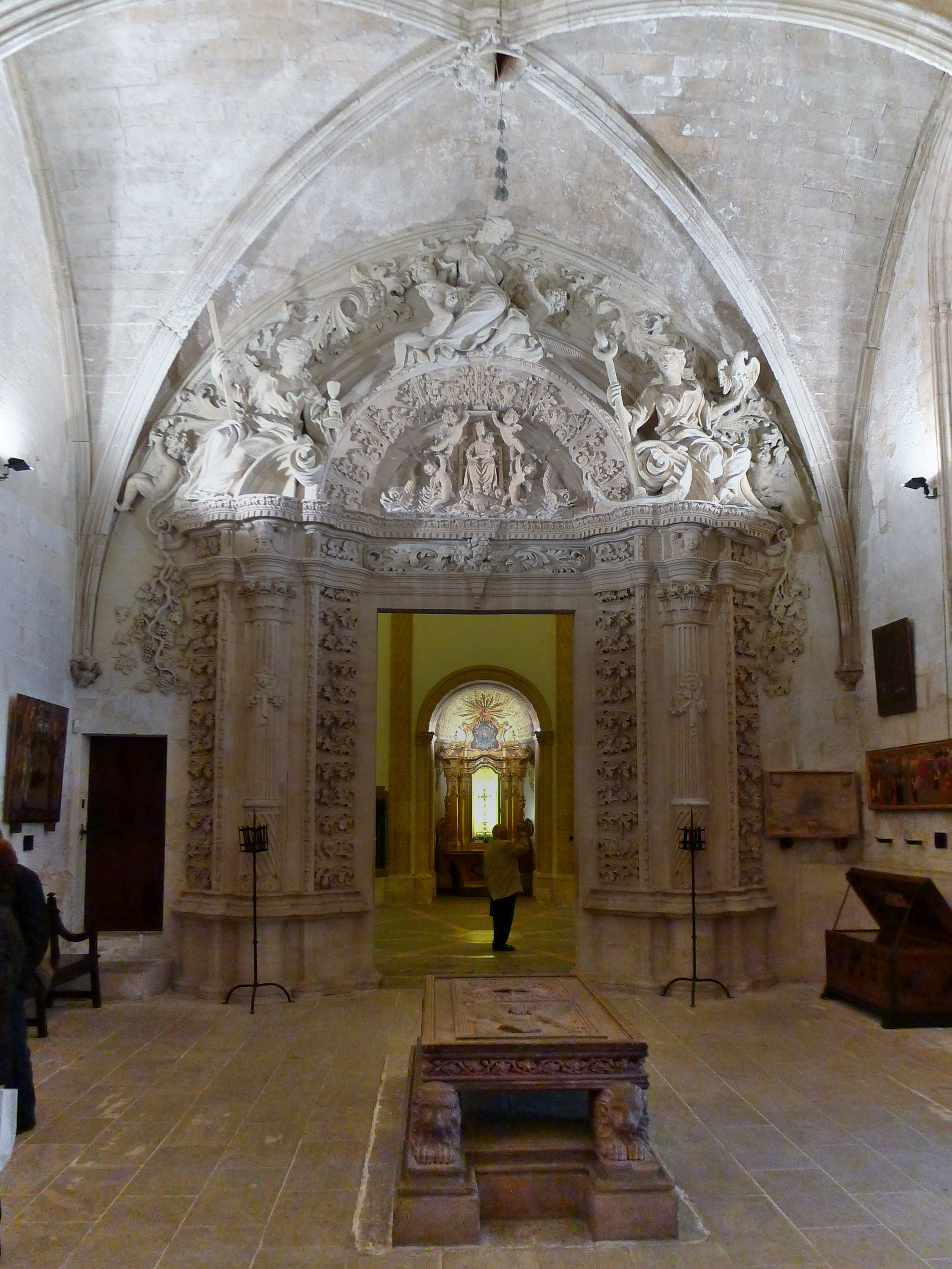
Kapitelsaal, mittig das Grab von Clemens VIII.
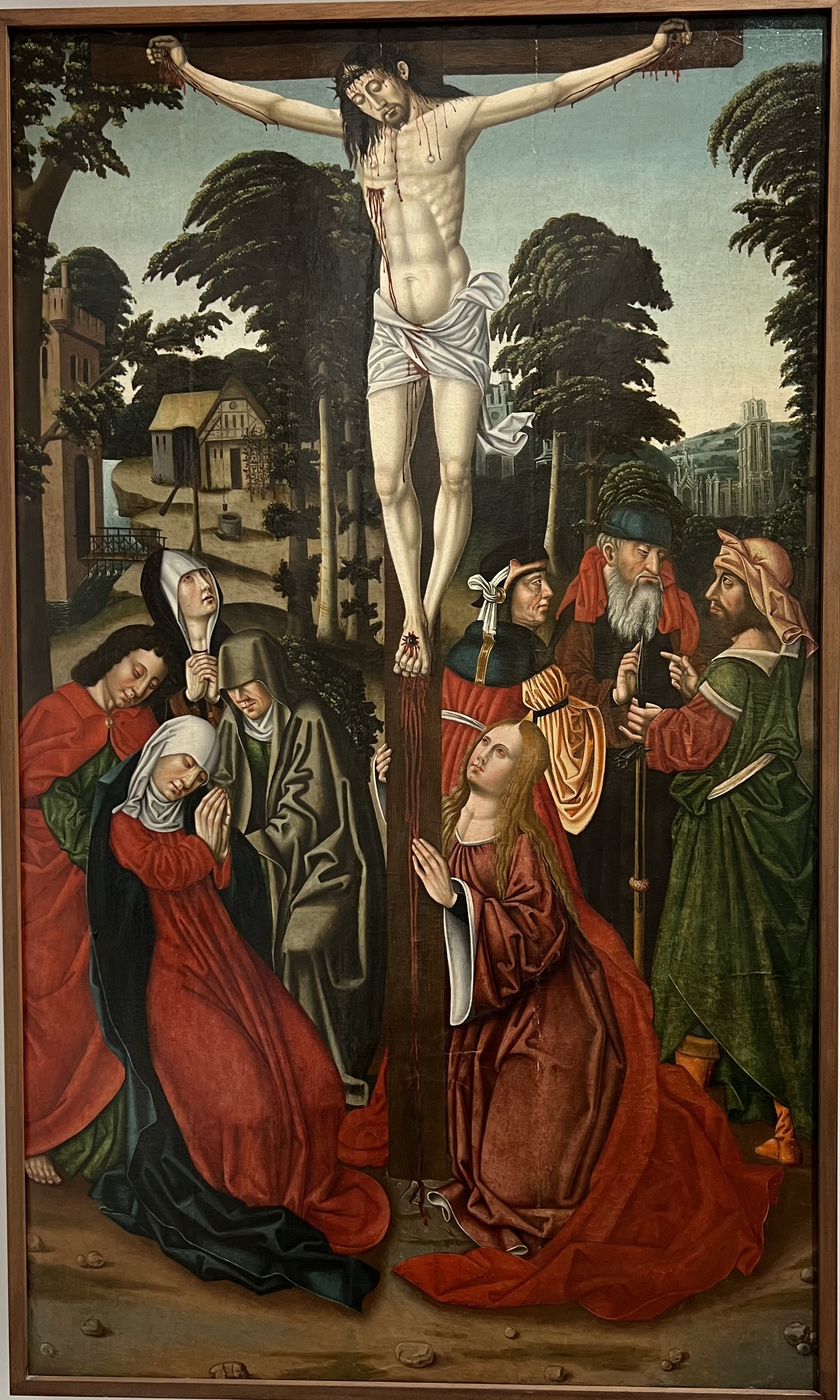
Kreuzigung von Alonso de Sedano im Museum (Hispano-flämische Schule)